# Altamante Logli
Altamante Logli (Cantagallo, 10 maggio 1921 – Scandicci, 3 luglio 2007) è stato un poeta italiano.

## Biografia
Altamante Logli nasce tra i boschi di Luicciana nel Comune di Cantagallo (Prato), e si trasferisce nel 1935 a Scandicci, dove intraprende il mestiere di boscaiolo. Lo stesso Logli narra come nacque la sua passione per l'improvvisazione in ottava rima: «Facevo il garzone a Cantagallo, avrò avuto sì e no 12 anni. Fu lì che conobbi Nello Quaranti, un pecoraio che si dilettava a cantare in ottava. Fu lui a portarmi a una festa a Vaiano. Mi misero su un tavolino ed io partii. E non mi sono più fermato».
Tornato dalla guerra, a cui aveva preso parte come soldato di leva, diventa presto un giovane poeta, incontrando e confrontandosi con i più noti cantori estemporanei quali  Gino Ceccherini e Elio Piccardi. Insieme a loro, che lo chiamano “il poetino”, comincerà a frequentare il grande pubblico popolare.
Nel 1995, Altamante Logli e Realdo Tonti, su invito di Francesco Guccini, tengono una lezione sulla poesia estemporanea all'Università di Bologna.
Nel 1997 entra a far parte gruppo del Maggio della Montagnola nel ruolo del poeta che manterrà fino al 2006.
Altamante Logli è diventato dunque il decano forse ultimo della poesia popolare toscana in ottava rima e in particolare del Contrasto nel quale eccelleva. Vari testimoni indicano in Logli il primo maestro di improvvisazione di un giovanissimo Roberto Benigni. 
Il 4 luglio 2007 il TGR Toscana annuncia la sua scomparsa.

## L'archivio
Lo stesso Logli ha conservato, presso la sua casa nel quartiere di Vingone a Scandicci, un prezioso archivio sulla poesia estemporanea, con registrazioni audiovisive e fotografie. L'archivio è privato e consultabile su appuntamento.

## Discografia

### Personale

#### 45 giri
- La crisi della benzina.

- La donna e gli alleati.

- Giovanotto e ammogliato.

- Il grande appello.

#### CD
- 2010 - Altamante Logli da Scandicci - Contrasti in ottava rima dei poeti estemporanei Altamante Logli, Gino Ceccherini, Elio Piccardi e Giacinto Bargiacchi. Edito da Scandicci Cultura per gentile concessione della SONIC Record di Carlo Dalla - CD a cura di Alessandro Bencistà, pubblicato da Toscana Folk e dal Comune di Scandicci in occasione della terza edizione del premio Il Cappello di Altamante, riconoscimento istituito dal Comune di Scandicci ed assegnato a Realdo Tonti (2008) a Gianni Ciolli (2009) ed a Benito Mastacchini (2010).[12]

### Presenza in lavori di altri artisti
- 2006 - All'interno del CD Il seme e la speranza dei Gang, Altamante Logli declama la poesia Se si pensa alla spaventosa guerra da lui scritta nel 1944 (traccia n.4).[13][14]

## Documentario
- 2008 Altamante. Una vita all'improvviso - DVD allegato al volume omonimo. In coda vengono ringraziati i poeti Gianni Ciolli, Nicolino Grassi, Benito Mastacchini, Azelio Puleri, Enrico Rustici, Realdo Tonti e Bruno Tuccio in rappresentanza di tutti i poeti che hanno contrastato con Altamante, il Prof. Antonio Melis della Università di Siena per la realizzazione del progetto, Francesco del Casino per aver dato colore e segno alla poesia, Monica Tozzi ed Andrea Fantacci per la raccolta e la scelta dei documenti e per i dialoghi, Jamie Marie Lazzara al violino, Camilla Fantacci al flauto ed Andrea Fantacci alla chitarra per le musiche, e i componenti del gruppo Dal Nostro Canto.[15]